# Copiocera erythrogastra
Copiocera erythrogastra är en insektsart som först beskrevs av Perty, J.A.M. 1834.  Copiocera erythrogastra ingår i släktet Copiocera och familjen gräshoppor. Inga underarter finns listade i Catalogue of Life.